# Robert Kagan

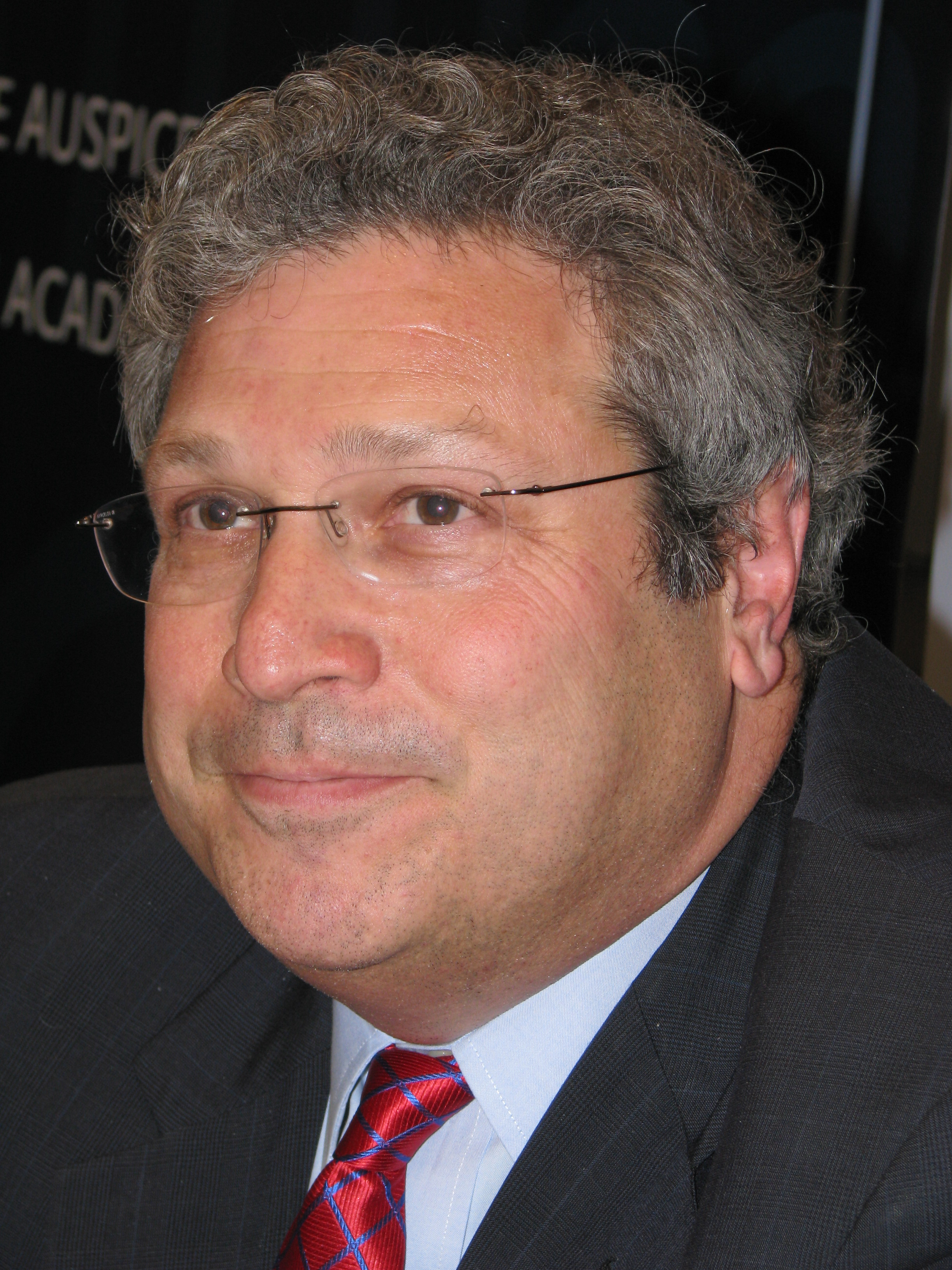
Robert Kagan (2008)

Robert Kagan (* 26. September 1958 in Athen, Griechenland) ist ein US-amerikanischer Autor, Redner und Politikberater, der unter anderem für US-Regierungen (unter beiden Parteien) arbeitete. Er zählt zu den bekanntesten Neokonservativen in den USA. Kagan gilt als Spezialist für internationale Politik, besonders Sicherheitspolitik, Terrorismus, den Balkan, das russisch/US-amerikanische Verhältnis und Themen rund um die NATO-Erweiterung.

## Leben
Robert Kagan ist der Sohn des Historikers Donald Kagan (1932–2021), der in Yale Alte Geschichte lehrte und dort zeitweise Dekan war; sein jüngerer Bruder Frederick lehrt als Professor für Militärgeschichte an der US-Militärakademie in West Point. Robert Kagan ist Absolvent der Yale University und hat einen Master-Abschluss für Politikwissenschaft und Internationale Beziehungen von der Harvard University. Später promovierte er zu US-amerikanischer Geschichte an der American University.
Kagan ist mit der US-Diplomatin Victoria Nuland verheiratet. Mit ihr hat Kagan zwei Kinder.

### Beratertätigkeit
1983 beriet Kagan den damaligen Kongressabgeordneten und späteren republikanischen Vizepräsidentschaftskandidaten Jack Kemp in außenpolitischen Fragen. Kagan arbeitete von 1984 bis 1988 im US-Außenministerium, wo er unter anderem als Berater und Redenschreiber für Außenminister George P. Shultz tätig war. Kagan war Mitglied im Council on Foreign Relations (CFR).
Er war außenpolitischer Berater des republikanischen Präsidentschaftskandidaten von 2008, Senator John McCain und des republikanischen Präsidentschaftskandidaten von 2012, Mitt Romney. Im Februar 2016 sprach sich Kagan dann aber in einem aufsehenerregenden Artikel vehement gegen Donald Trump aus und bezeichnete sich selbst nur mehr als „ehemaligen Republikaner“; er warf seiner früheren Partei Versagen vor, da sie zu keiner konstruktiven Politik mehr fähig sei, und erklärte, Hillary Clinton wählen zu wollen, um das Land zu retten. Er verließ die Republikanische Partei, kritisierte Donald Trumps „Faschismus“ und unterstützte Hillary Clinton.

### Publizistische Tätigkeit
Kagan war Mitbegründer der einflussreichen neokonservativen Denkfabrik Project for the New American Century (PNAC) und ist aktuell Mitglied des Aufsichtsrates der Foreign Policy Initiative, Stipendiat des German Marshall Fund sowie Seniorpartner der Denkfabrik Carnegie Endowment for International Peace, wo er das U.S. Leadership Project leitete. Kagan schreibt eine monatliche Kolumne für die Washington Post. Weiterhin schreibt er regelmäßig Beiträge für die Zeitschriften The New Republic, Commentary, World Affairs, Policy Review und The Weekly Standard. Zudem verfasste er einige Bestseller über internationale Politik, die auch in Europa auf Interesse stießen. Jan Ross nannte ihn 2008 den „drittberühmtesten Großdeuter der Weltpolitik“ nach Francis Fukuyama und Samuel P. Huntington.

## Positionen
In seinem Buch Macht und Ohnmacht von 2003 stellt Kagan den transatlantischen Konsens in außenpolitischen Angelegenheiten in Frage. Nach seiner Auffassung gibt es keine gemeinsame strategische Kultur mehr, die Europa und die Vereinigten Staaten verbindet. Europa habe sich zu einem „posthistorischen Paradies“ von Frieden und Wohlstand entwickelt, das im Sinne des Idealismus in den Internationalen Beziehungen auf trans-, inter- und supranationale Kooperation setze. Macht werde gezähmt und eingehegt. Die USA dagegen sähen sich (dem Realismus in den Internationalen Beziehungen entsprechend) in einer anarchistischen Hobbes’schen Welt des „bellum omnium contra omnes“ („Krieg aller gegen alle“). Danach könne allein militärische Macht für Sicherheit, Freiheit und Wohlstand sorgen. Europas „posthistorisches Paradies“ sei nur möglich geworden, weil die USA nicht denselben Schritt gegangen seien und Europa militärischen Schutz geboten hätten.
In Die Demokratie und ihre Feinde von 2008 stellt Kagan fest, dass der erwartete weltweite Sieg der westlichen Ideale von Freiheit und Fortschritt ausgeblieben ist. Nicht mehr die USA und die EU beherrschten die internationale Landschaft, sondern ein Ensemble alter und neuer Großmächte, darunter das aufsteigende China und das wiedererstarkende Russland, aber auch Indien, Japan und ehrgeizige Regionalmächte wie Iran. Hauptmerkmal des jungen 21. Jahrhunderts sei die Wiederkehr der Machtpolitik und Mächtekonkurrenz. Kagan identifiziert ein zugrundeliegendes tieferes, ideologisches Motiv: einen Kampf zwischen Demokratie und Autokratie. China und Russland seien nicht irgendwelche Mächte, sondern antiwestlich und antiliberal, diktatorisch regiert und Schutzpatrone anderer Diktaturen. Sie seien, anders als einst die Sowjetunion, nicht marode, sondern wirtschaftlich potent und hätten einen Weg gefunden, Kapitalismus und autoritäre Herrschaft zu verbinden. Die liberalen Demokratien, Amerika und Europa, müssten schnell ihre Differenzen (Realismus versus Idealismus in der Internationalen Politik) überwinden, um dem neuen Systemkonflikt gewachsen zu sein.
In The Jungle Grows Back: America and Our Imperiled World aus dem Jahr 2018 widerspricht Robert Kagan Francis Fukuyamas These vom Ende der Geschichte. Fukuyama meint, dass Liberalismus und Demokratie von allen möglichen Regierungsformen am ehesten den Bedürfnissen der Menschen gerecht werde und die Verbreitung von Liberalismus und Demokratie deshalb automatisch im Laufe der Geschichte in immer mehreren Ländern stattfinden werde.
Kagan wiederum ist der Auffassung, dass der Erfolg vom Liberalismus und Demokratie in der zweiten Hälfte des 20. Jahrhunderts keine zwingende historische Entwicklung war, sondern vor allem auf Grund der führenden Rolle der USA in der Weltpolitik und ihrer militärischen Macht zustande kam und da die USA nach dem Zweiten Weltkrieg ihren Einfluss und ihre Macht zur Verbreitung von Demokratien in der Welt einsetzen. Daher schlussfolgerte Kagan, dass die weniger dominante Rolle Amerikas in der Welt, die sie seit dem Beginn des 21. Jahrhunderts einnehme, unweigerlich zu mehr Diktaturen und einer Zunahme von autoritären Staaten führen würde. Als Beispiel für diese Entwicklung verweist Kagan auf Russland und China. Der Rückgang der Unterstützung einer intervensionistischen Außenpolitik der USA mit dem Ziel, Liberalismus und Demokratie in der Welt zu verbreiten, sowohl bei den Demokraten als auch den Republikanern, führt Kagan auf die zunehmende Zweifel an diesen Werten auch in der Innenpolitik der USA auf der politischen linken und rechten Seite in den USA zurück.
In einem Aufsatz aus dem Jahr 2019 hält Kagan Die Rückkehr der deutschen Frage für möglich. Nach Jahrzehnten der Westbindung erscheine die Bundesrepublik als eine gefestigte Demokratie mit pazifistischer Grundhaltung. Doch die Bedingungen, warnt Kagan, unter denen dieses zivile Deutschland bestehen konnte, seien zunehmend weniger gegeben. Trumps Abkehr vom Multilateralismus und illiberale Tendenzen in zahlreichen europäischen Staaten stärke auch in Berlin die Versuchung einer nationalistischen und militärisch gestützten Politik. Damit aber drohe in Europa die Wiederkehr der zerstörerischen Nationenkonkurrenz.
Im September 2021 sah Kagan die Demokratie in den USA als gefährdet an, verglich ihren Zustand mit dem zu Zeiten des Bürgerkriegs und erklärte, dass die Gefahr bestehe, dass die staatliche Ordnung in den folgenden Jahren kollabieren könnte, falls die republikanische Partei ihre Versuche erfolgreich umsetzt, die Checks and Balances auszuhöhlen. Nach einem zum Jahresende 2023 in der Washington Post veröffentlichten – den künftigen Weg Donald Trumps von der Kandidatur zur Diktatur beschreibenden – Essay, forderte einer von Trumps engsten Beratern, dass man Kagan dafür ins Gefängnis werfen müsse.
In Rebellion: How Antiliberalism Is Tearing America Apart – Again aus dem Jahr 2024 setzt Kagan Trump und seine MAGA-Bewegung in den Kontext der amerikanischen Geschichte. Laut Kagan ist die Geschichte der USA von dem Widerspruch zwischen den liberalen Grundsätzen und Idealen der Gründerväter und der häufig illiberalen Praxis in der Realität geprägt. Dieser Widerspruch ist für Kagan der zentrale Ausgangspunkt für die große politische Auseinandersetzung in den USA, da seiner Meinung nach bei der Gründung der USA bis heute viele Amerikaner die Grundsätze des Liberalismus – die Gleichheit aller Menschen – ablehnen würden. Von der Gründung der USA bis zum amerikanischen Bürgerkrieg war der zentrale Streitpunkt zwischen liberalen und illiberalen Kräften in den USA die Sklaverei. Nach dem Ende des Bürgerkrieges bis in die 1960er Jahre war dies die Frage der Rassentrennung. Nach Abschaffung der Rassentrennung sind laut Kagan das zentrale Thema Einwanderung aus Lateinamerika und die demografische Entwicklung der USA. Laut Kagan fürchten sich Trump und seine größtenteils weißen Anhänger vor den Auswirkungen, wenn sie nicht mehr die Mehrheit der Bevölkerung stellen. Aufgrund dieses drohenden Einflussverlustes würden Trump und seine Anhänger, so Kagan, zunehmend zu autoritären und undemokratischen Mitteln wie dem Nichtanerkennen der Wahlergebnisse von 2020 und dem Sturm auf das Capitol am 6. Januar 2021 greifen. Kagan ist überzeugt, dass, falls Trump die Wahl 2024 verlieren sollte, die autoritäre Gefahr für die USA aufgrund der demografischen Entwicklung gebannt ist.

## Schriften (Auswahl)

### Bücher
- A Twilight Struggle. American Power and Nicaragua, 1977–1990. Free Press, New York NY u. a. 1996, ISBN 0-02-874057-2.
- Present Dangers: Crisis and Opportunity in America's Foreign and Defense Policy mit William Kristol, Encounter Books, 2000, ISBN 978-1-893554-13-9.
- Of Paradise and Power. America and Europe in the New World Order. Knopf, New York 2003, ISBN 1-4000-4093-0.
  - Macht und Ohnmacht. Amerika und Europa in der neuen Weltordnung. Übersetzt von Thorsten Schmidt, Siedler, Berlin 2003, ISBN 3-88680-794-0.
- Dangerous Nation. Knopf, New York 2006, ISBN 0-375-41105-4
- The Return of History and the End of Dreams. Knopf, New York 2008, ISBN 978-0-307-26923-2.
  - Die Demokratie und ihre Feinde. Wer gestaltet die neue Weltordnung? Übersetzt von Thorsten Schmidt, Siedler, Berlin 2008, ISBN 978-3-88680-890-8.
- The World America Made. Alfred A. Knopf, New York NY 2012, ISBN 978-0-307-96131-0.
- The Jungle Grows Back: America and Our Imperiled World. Alfred A. Knopf, New York 2018, ISBN 978-0-525-52165-5
- The Ghost at the Feast: America and the Collapse of World Order, 1900-1941. Alfred A. Knopf, New York 2023, ISBN 978-1-4000-9568-1.
- Rebellion: How Antiliberalism Is Tearing America Apart – Again, WH Allen, 2024, ISBN 978-0-593-53578-3. (Rezension auf LA Book Review, Rezension auf National Review, Rezension auf Commentary)

### Zeitschriftenaufsätze in deutscher Übersetzung
- Amerika vor der Trump-Diktatur. In: Blätter für deutsche und internationale Politik, 1/2024, Seite 43–56.[16]
- Die Mythen über Amerikas Engagement in Afghanistan, September 2021[17]
- Zur Supermacht verdammt. Warum die Führungsrolle der USA unerlässlich ist. In: Blätter für deutsche und internationale Politik, 4/2021, Seite 63–75.
- Die Rückkehr der deutschen Frage.  In: Blätter für deutsche und internationale Politik, 5/2019, Seite 63–73.
- Macht und Mission. Der Mythos vom amerikanischen Isolationismus. In: Blätter für deutsche und internationale Politik,  4/2007, Seite 431–441.
- Macht und Schwäche. Was die Vereinigten Staaten und Europa auseinander treibt. In: Blätter für deutsche und internationale Politik, 10/2002, S. 1194–1206.